# Niki Aebersold
Niki Aebersold (Freimettigen, 5 de julho de 1972) é um ex-ciclista suíço. Durante sua trajetória como profissional ganhou quatro etapas da Volta à Suíça, além de se proclamar Campeão da Suíça em 1998.

## Palmarés
- 1995
  - 1 etapa do Regio Tour

- 1997
  - 1 etapa da Volta à Suíça
  - 3.º no Campeonato da Suíça em Estrada

- 1998
  - 2 etapas da Volta à Suíça
  - Campeonato da Suíça em Estrada  
  - OBV Classic
  - 1 etapa da Volta à Áustria
  - Milano-Torino
  - Viena-Rabenstein-Gresten-Viena

- 2003
  - 3.º no Campeonato da Suíça em Estrada

- 2004
  - 1 etapa da Volta à Suíça

## Equipas
- PMU Romand-Bepsa (1996)
- Pós Swiss (1997-1998)
- Rabobank (1999-2000)
- Coast/Bianchi (2001-2003)
- Team Coast-Buffalo (2001)
- Team Coast (2002-2003) (até maio)
- Team Bianchi (2003)[2]
- Phonak Hearing Systems (2003[3]-2005)